# Padmapur
Padmapur es una ciudad y  comité de área notificada situada en el distrito de Bargarh en el estado de Odisha (India). Su población es de 17625 habitantes (2011). Se encuentra a 80 km de Bargarh, y a  333 km de Bhubaneswar.

## Demografía
Según el censo de 2011 la población de Padmapur era de 17625 habitantes, de los cuales 8988 eran hombres y 8637 eran mujeres. Padmapur tiene una tasa media de alfabetización del 83,26%, superior a la media estatal del 72,87%: la alfabetización masculina es del 89,66%, y la alfabetización femenina del 76,72%.